# کریستو دیاز
کریستو دیاز (انگلیسی: Cristo Díaz؛ زادهٔ ۲۰ ژوئن ۱۹۹۲) بازیکن فوتبال اهل اسپانیا است.
از باشگاه‌هایی که در آن بازی کرده‌است می‌توان به باشگاه ورزشی تنریف اشاره کرد.